# 圣辣法耳誓言圣殿

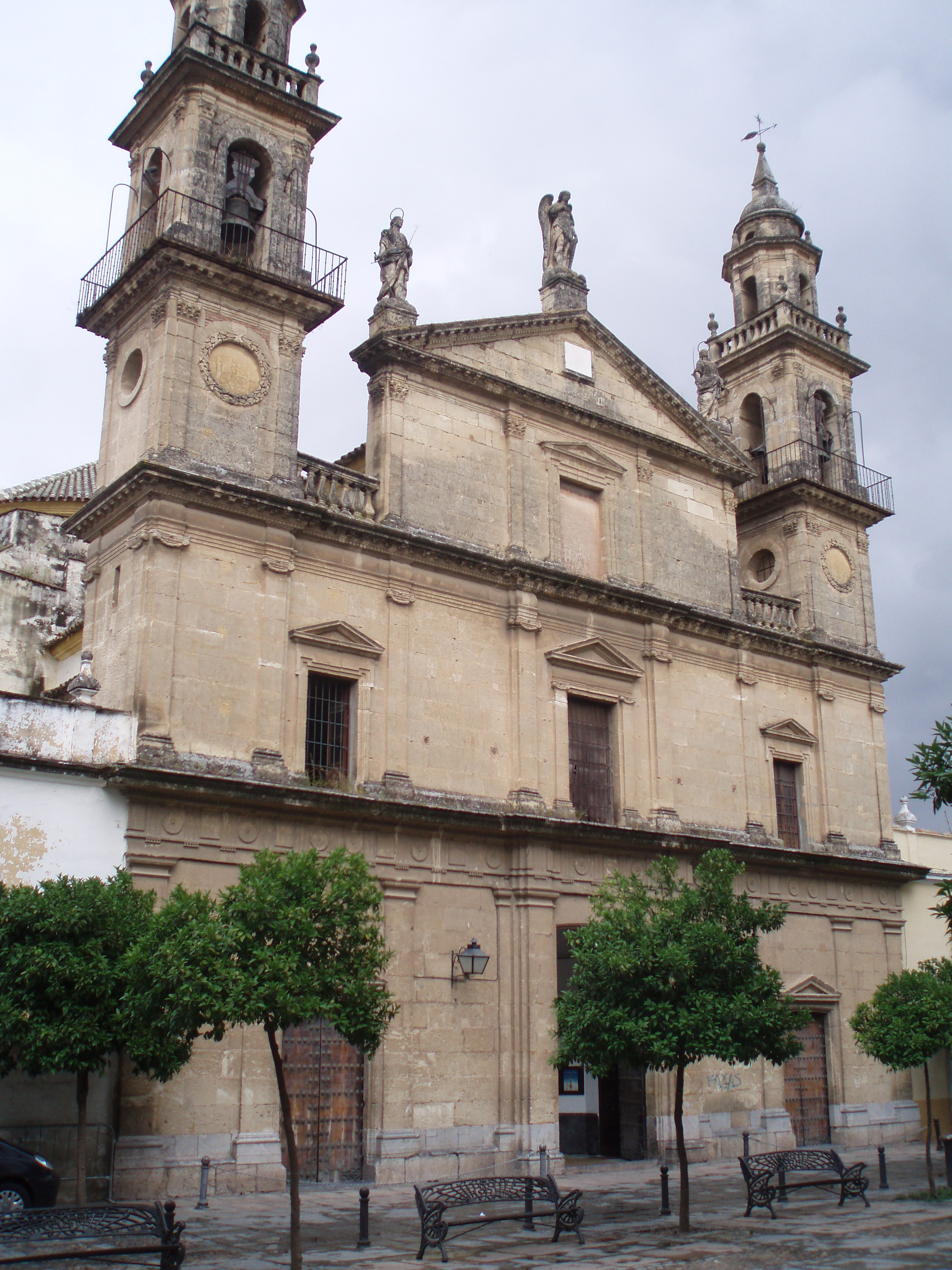
圣辣法耳誓言圣殿

圣辣法耳誓言圣殿 (Basílica del Juramento de San Rafael)是一座罗马天主教宗座圣殿，位于西班牙科尔多瓦。据传天使長辣法耳于1578年在此向Roeles神父显现，誓言要守护这座城市。在十八世纪末期进行了建堂捐款,于1806年竣工。该建筑已被列为西班牙文化财产。